# 女神異聞錄4 Revival
《女神異聞錄4 Revival》是一款即將推出的角色扮演遊戲，由Atlus開發並發行。該作是2008年發售的《女神異聞錄4》的重製版，也是女神異聞錄系列的第五部正傳作品，同時隸屬於更大的女神轉生系列。遊戲大致沿用原作劇情，玩家扮演的主角是一名高中生，因父母出國，從故鄉搬到鄉間小鎮八十稻羽，與叔父堂島遼太郎及表妹菜菜子同住。當八十稻羽發生連環命案，主角瞭解到存在一個只能在雨夜中收看的神秘節目「午夜電視台」，據說能實現觀眾最深層的願望。主角喚醒其人格面具能力後，可自由進入「午夜電視台」背後的電視世界，於是與新結識的夥伴組成調查小隊，進入電視世界拯救被殺人犯擄走、命懸一線的受害者，同時揭露幕後兇手的真正意圖。
在2016年《女神異聞錄5》帶動系列全球熱度攀升後，Atlus表達重製旗下舊作以適配現代主機的意願，其中便包括《女神異聞錄4》。該計畫在承接前作重製《女神異聞錄3 Reload》（2024年）成功之後正式立案，並於2025年6月對外公開。Atlus表示，《Revival》將忠實重現原作《女神異聞錄4》的核心劇情，且在畫面與遊玩機制上進行強化，使其與續作及《女神異聞錄3 Reload》趨於同一水準。
《女神異聞錄4 Revival》預定登陸PlayStation 5、Windows及Xbox Series X/S。

## 開發
2022年7月，Atlus於日本展開玩家調查，以評估公眾對其過去遊戲重製或重發的興趣，重點聚焦於女神轉生系列。在調查結果於線上直播中公布時，74.8%的參與者將2008年《女神異聞錄4》列為最期望重製的4款遊戲之一。排行前列的另一款遊戲《女神異聞錄3》（2006年）在2024年獲得了高畫質重製版《女神異聞錄3 Reload》。《Reload》推出首週銷量突破一百萬，成為女神異聞錄系列最快達成此佳績之作品，並創下Atlus整體最快銷售紀錄，直到同年被《暗喻幻想：ReFantazio》打破紀錄。重製《Reload》的成功促使內部即刻啟動類似計畫，《女神異聞錄4》亦在其中，而P-Studio製作人和田和久亦曾表示《女神異聞錄4》在原作問世時，對系列的成功與口碑有舉足輕重的意義。

### 呈現
《女神異聞錄4 Revival》自底層重製角色模型與素材，使其相較於環境設計比例更為協調，同時延續《女神異聞錄5》（2016年）及前作《女神異聞錄3 Reload》（2024年）的設計方針。與《Reload》相同，英語配音演員亦預計全面換角，主要角色的語音都將被重新錄製。

## 發行
網站網域名「p4re.jp」於2025年3月由Atlus註冊，隨即引發網路上對其可能與《女神異聞錄4》重製版相關的猜測，因其縮寫與《女神異聞錄3 Reload》官方日文網站所使用的命名慣例相符。之後，於2025年5月至6月間，多位原作英語配音員，包括尤里·洛文塔爾、伊尔琳·菲茨杰拉德與阿曼达·韦恩-李，不約而同地在社群媒體上，宣佈自己並未接獲邀請回歸配音《女神異聞錄4》重製版中所飾演的花村陽介、里中千枝與天城雪子等角色，意外證實了重製計畫尚未對外公告。隨後，《女神異聞錄4 Revival》於2025年6月9日的Xbox Games Showcase活動中透過預告片正式公開。該公告附有P-Studio製作人和田和久的致詞。
《女神異聞錄4 Revival》預定同步登陸PlayStation 5、Windows與Xbox Series X/S，並自上市日起支援Xbox Game Pass Ultimate及PC Game Pass，亦適用於Windows與Xbox Series X/S的Xbox Play Anywhere功能。

## 外部連結
- 官方网站 （日語）